# Tour de Poggio Raso
La tour de Poggio Raso (en italien : Torre di Poggio Raso), également connue sous le nom de Torre Rivolta, est une tour côtière située sur un promontoire des montagnes Uccellina, au nord de Talamone, dans la commune d'Orbetello.

## Histoire
La tour a été construite sur un point stratégique pour effectuer principalement des fonctions d'observation le long de la côte des monts Uccellina (it).
À l'origine à base quadrangulaire, une restructuration Renaissance de la fortification au XVe siècle a sans doute été effectué lors de la domination de la république de Sienne. À la fin du XVIe siècle, la tour devient un avant-poste défensif près de la frontière sud du grand-duché de Toscane. C'est précisément à cette époque que les Médicis ont effectué des travaux de restauration et de réaménagement de la structure, pour la rendre plus efficace dans l'exercice de ses fonctions au sein du système de défense côtière.
Au XIXe siècle, avec la chute politique définitive du grand-duché de Toscane à la suite de l'unification de l'Italie, la fortification tombe en ruine et est ensuite vendue à des propriétaires privés. Les travaux de reconstruction qui ont eu lieu ces derniers temps ont récupéré la tour avec une base circulaire et l'ont ensuite utilisée comme structure d'hébergement.